# Kuifquetzal
De kuifquetzal (Pharomachrus antisianus) is een vogel uit de familie van de Trogonidae (Trogons).

## Verspreiding en leefgebied
Deze soort komt voor van Venezuela tot noordelijk Bolivia.